# 더블비
더블비는 박민규, 장명준으로 구성되어 있는 대한민국의 유튜브 채널이다. 분야는 개그나 몰카이며 장명준, 박민규 둘다 인덕대학교 동문이다. 보물섬이 '너희도 한번 유튜브를 해봐라'고 말해서 유튜브를 시작하였다.

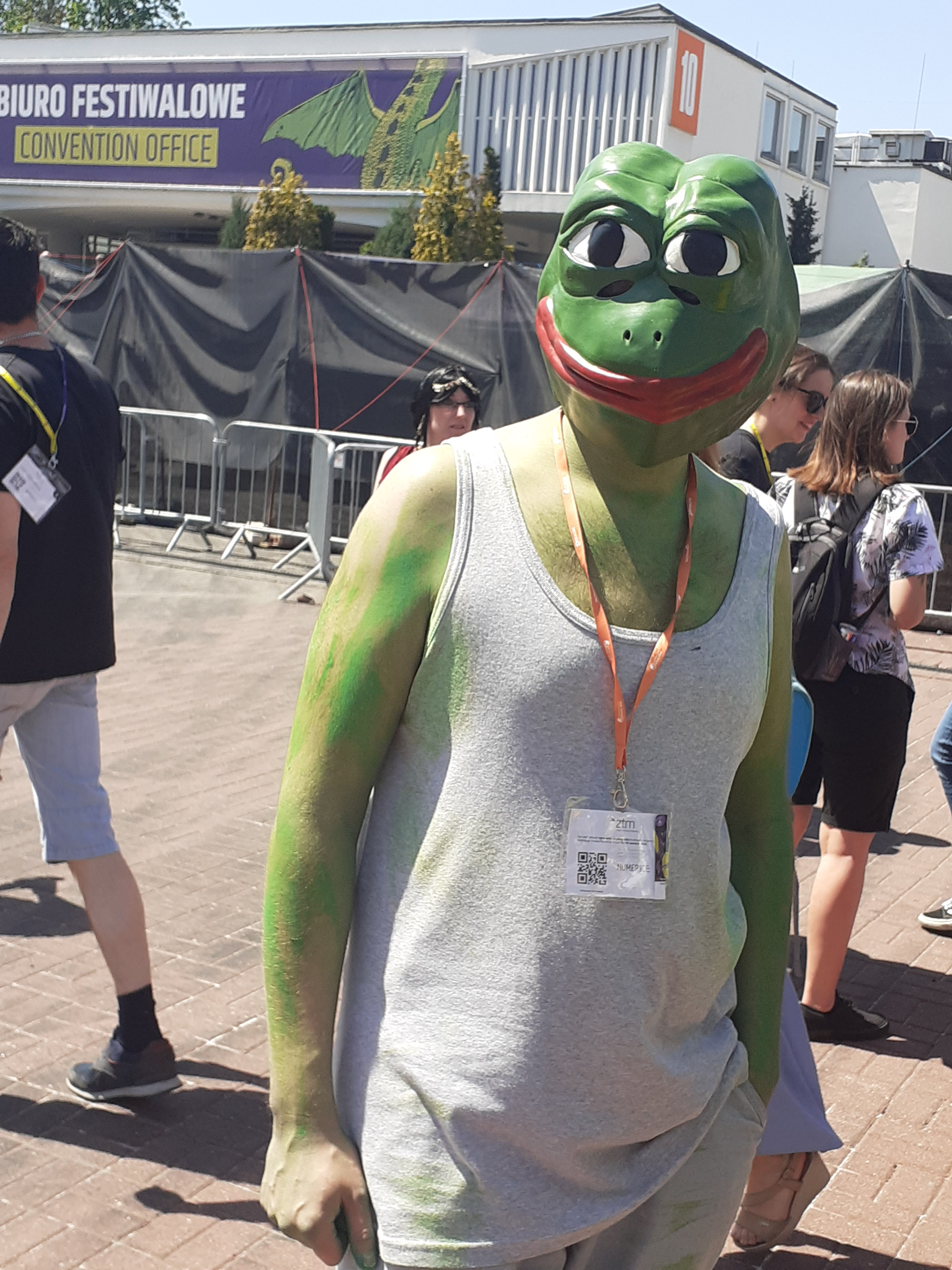
혼자 웃기는 솔로비가 되었다

## 멤버

### 장명준
1994년 8월 21일 서울특별시 강북구 출생. 대한민국 육군 제25보병사단 병장 만기전역하였으며 국방tv에출연했다. 인덕대학교 방송연예과 제적이다. 가족은 부모님이 있다. 2020년 4월 7일 당시 예비신부에 대한 악플 때문에 더블비를 탈퇴했다가 4월 18일에 다시 복귀했다.

### 박민규
1994년 경기도 김포시 출생. 대한민국 해병대 1186기 병장 만기전역하였으며 장명준과 마찬가지로 인덕대학교 출신이다.